# 123rd Airlift Wing

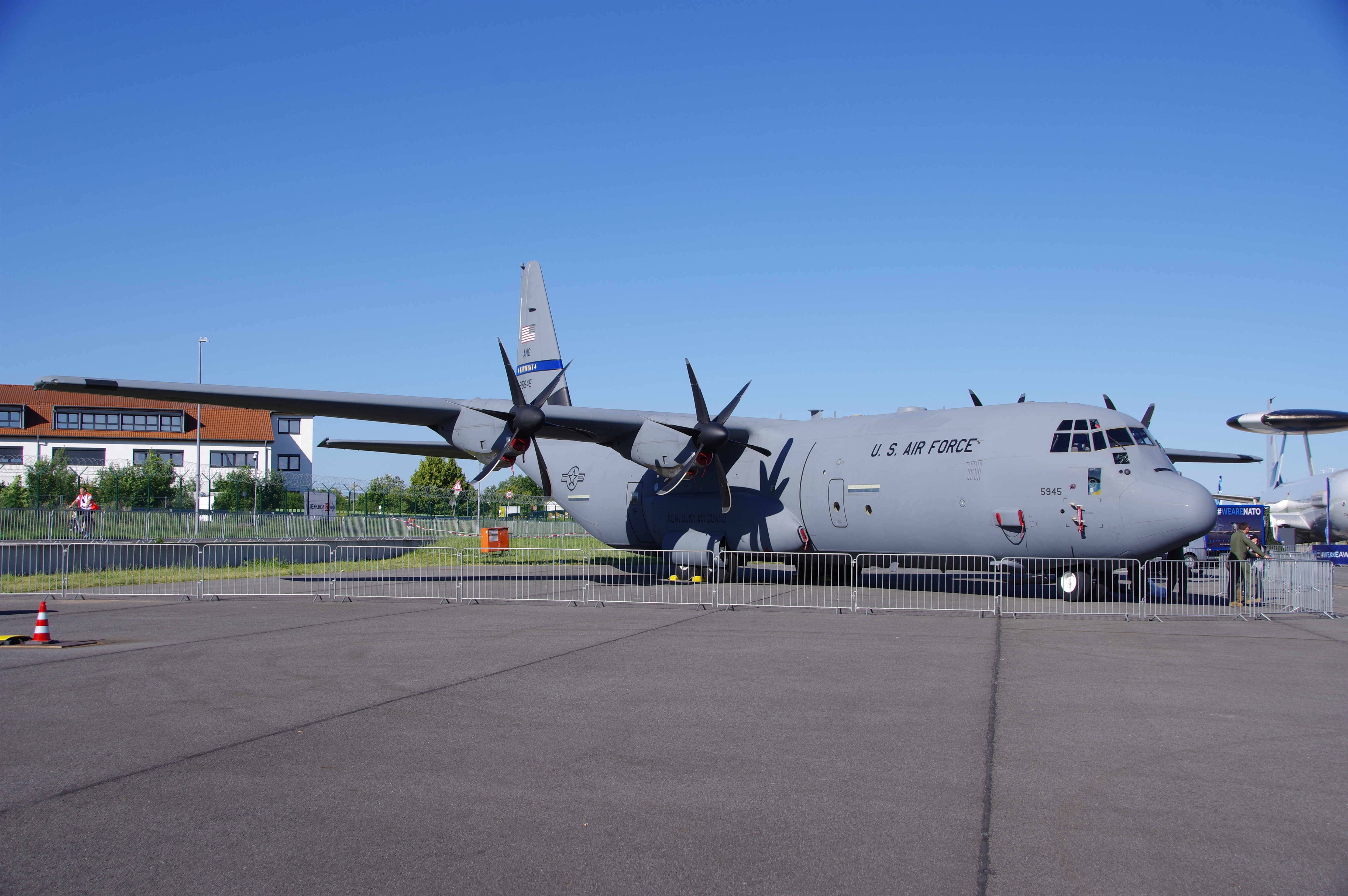
C-130J dello Stormo

Il 123rd Airlift Wing è uno Stormo da trasporto della Kentucky Air National Guard. 
Riporta direttamente all'Air Mobility Command quando attivato per il servizio federale. 
Il suo quartier generale è situato presso l'Aeroporto Internazionale di Louisville-Standiford, Kentucky.

## Organizzazione
Attualmente, al 2024, esso controlla:
- 123rd Operations Group
  - 123rd Operations Support Squadron
  -  165th Airlift Squadron - Equipaggiato con 8 C-130J
  -  123rd Special Tactics Squadron
- 123rd Maintenance Group
  - 123rd Maintenance Squadron
  - 123rd Aircraft Maintenance Squadron
  - 123rd Maintenance Operations Flight
- 123rd Mission Support Group
  - 123rd Civil Engineering Squadron
  - 123rd Security Forces Squadron
  - 123rd Logistics Readiness Squadron
  - 123rd Force Support Squadron
  - 123rd Communications Flight
- 123rd Medical Group
- 123rd Contingency Response Group
  - 123rd Global Mobility Squadron
  - 123rd Global Mobility Readiness Squadron